# Киргизбаєв Гусман Даніярович
Гусман Даніярович Киргизбаєв (28 вересня 1992 , Діханкуль, Туркестанська область ) — казахський дзюдоїст, бронзовий призер Олімпійських ігор 2024 року, призер чемпіонату світу.

## Виступи на Олімпіадах
| Олімпіада  | Дисципліна | Місце |
| ---------- | ---------- | ----- |
| Париж 2024 | до 66 кг   | 3     |